# Мария Канелис
Вижте пояснителната страница за други личности с името Мария.
Мария Канелис (на английски: Maria Kanellis) е професионална американска кечистка, родена в Отава, Илинойс.

## Ранна кариера
Мария Канелис е родена на 7 септември 1982 г. в Отава, Илинойс. Тя израства с интереси към спорта — волейбол, баскетбол и софтбол. След завършването си в Ottawa Township High School през 2000 г. започва като студент в Northern Illinois University. През 2004 г. Мария е участвала в реалити шоуто Outback Jack. Преди да започне да се състезава в световната федерация по кеч, Мария се състезавала редовно в конкурси за красота.

## WWE
Дива кастинг и дебют (2005)
Мария се състезава в RAW Diva Search през 2005 г. Решава да се състезава в конкурса, след като видяла една реклама по телевизията докато гледала кеч шоуто „Първична сила“. Мария печели конкурса и става новата кеч дива на WWE. Тя започва своята кариера в Ohio Valley Wrestling (OVW) тренирана от Пол Хеймън. След това се мести в Първична сила. Мария печели мач в който може да провежда интервюта където и когато си поиска — на самия ринг или зад кулисите. После печели друг мач след който започва да води рубриката на WWE KissCam през ноември 2005 г.
През 2005 година Мария губи мач срещу Кристи Хеми, който бил в издание на Първична сила. Също така участва в мелето между диви за титлата при жените, но е елиминирана от Кандис. На 24 ноември 2009 г. Мария интервюира тогавашния мениджър на Първична сила — Ерик Бишов, който и дава мач срещу Кърт Енгъл, но на самия мач Джон Сина излиза да я спаси и пребива Кърт Енгъл.
Вражди, връзка с Джон Сина
В началото на 2006 г. Мария участва в мач срещу Виктория и побеждава. След мача е нападната от останалите членове на Дяволите на Винс (Тори Уилсън и Кандис Мишел). Ашли прави неуспешен опит да ги отблъсне, но бива оставена да лежи в безсъзнание на ринга заедно с Мария. Мария участва в мач с Джон Сина срещу Острието и Лита, тъй като отначалото на шоуто е била нападната от Лита и Острието. Победители в мача са Джон и Мария. В началото на септември 2005 г. Мария започва връзка с Джон Сина. На турнира Кралски грохот Ашли Масаро излиза на ринга да съобщи на Мария, че директорът на списание Плейбой и се обадил и иска Мария да се снима в списанието. Мария приема да позира за корицата на списание „Плейбой“. На Кеч Мания 24 Мария участва в мач с дървари около ринга срещу Мелина и Бет Финикс, в който неин съотборник е Ашли Масаро. Те губят мача, но след него Снуп Дог целува Мария. В следващия момент Джон Сина излиза на ринга и пребива Снуп Дог.
Разбиване
След годишния драфт на WWE Мария официално остава в шоуто RAW. Нейния дебют в шоуто е на 1 август 2009 г. и участва в мач срещу Виктория в който печели. Мария получава мач за титлата при жените, където побеждава тогавашната шампионка Мишел МакКул. В епизод на RAW Мария помага на Мики Джеймс, която била нападната от Лейла и Мишел МакКул. На 14 декември 2009 г. Мария печели статуетката „Дива на годината“ на наградите Слами на световната федерация по кеч.
На 26 февруари 2010 година Мария е освободена от договора си с федерацията.

## Личен живот
Мария има брат на име Били и сестра Джени. Мария имала връзка с кечиста Си Ем Пънк, двамата се запознават, докато тренират в Ohio Valley Wrestling. Разделят се през юни 2005 г.

## В кеча

### Финални хватки
- Красив Булдог
- Гмуркане за дрехи
- Гмуркане кръстословие

### Ключови хватки
- Бръмбар с театрални представления
- Избягване на количката